# Крыницкий, Рышард
Рышард Крыницкий (пол. Ryszard Krynicki; род. 28 июня 1943, Санкт-Валентин, Австрия) — польский поэт и переводчик.

## Биография
Родился во время Второй мировой войны в австрийском городке, куда из Галиции были отправлены на работы родители будущего поэта. Учился на филологическом факультете Познанского университета.
В 1960-80-е годы участвовал в оппозиционной деятельности, в частности в 1975 году подписал протестное Письмо 59-ти, его произведения запрещались и подвергались цензуре.
В 1988 году вместе с женой основал издательство «а5», в основном, выпускающее поэтические сборники. Много лет прожил в Познани, однако уже в немолодом возрасте переехал в Краков.

## Творчество
Впервые его стихи появились в печати в 1968 году, а уже через год был выпущен первый сборник поэта Свидетельство о рождении. Один из лидеров «новой волны» польской поэзии (поколения, сильное влияние на которое оказали протестные настроения в польском обществе в конце 1960-х годов). Среди повлиявших на Крыницкого поэтов — Тадеуш Пейпер, Збигнев Херберт и Райнер Мария Рильке.
Также известен как переводчик немецкой поэзии (переводил Бертольда Брехта, Нелли Закс, Пауля Целана, Райнера Кунце и др.).
Лауреат премий Фонда имени Костельских (1976), им. Яна Парандовского (2014), им. Збигнева Херберта (2015).